# Risoluzioni del Consiglio di sicurezza delle Nazioni Unite (1601-1700)
| Risoluzione | Data              | Voto (favorevoli/contrari/astenuti)    | Oggetto |
| 1601        | 31 maggio 2005    | Adottata all'unanimità                 | Haiti |
| 1602        | 31 maggio 2005    | Adottata all'unanimità                 | Situazione in Burundi |
| 1603        | 3 giugno 2005     | Adottata all'unanimità                 | Situazione in Costa d'Avorio |
| 1604        | 15 giugno 2005    | Adottata all'unanimità                 | Situazione in Cipro |
| 1605        | 17 giugno 2005    | Adottata all'unanimità                 | Situazione in Medio Oriente |
| 1606        | 20 giugno 2005    | Adottata all'unanimità                 | Situazione in Burundi |
| 1607        | 21 giugno 2005    | Adottata all'unanimità                 | Situazione in Liberia |
| 1608        | 22 giugno 2005    | Adottata all'unanimità                 | Haiti |
| 1609        | 24 giugno 2005    | Adottata all'unanimità                 | Situazione in Costa d'Avorio |
| 1610        | 30 giugno 2005    | Adottata all'unanimità                 | Situazione in Sierra Leone |
| 1611        | 7 luglio 2005     | Adottata all'unanimità                 | Minacce alla pace e alla sicurezza internazionale causate dagli attacchi terroristici |
| 1612        | 26 luglio 2005    | Adottata all'unanimità                 | Bambini e conflitti armati |
| 1613        | 26 luglio 2005    | Adottata all'unanimità                 | Tribunale Internazionale per la persecuzione dei responsabili di gravi violazioni alle leggi internazionali umanitarie commesse nel territorio dell'ex-Jugoslavia dal 1991 |
| 1614        | 29 luglio 2005    | Adottata all'unanimità                 | Situazione in Medio Oriente |
| 1615        | 29 luglio 2005    | Adottata all'unanimità                 | Situazione in Georgia |
| 1616        | 29 luglio 2005    | Adottata all'unanimità                 | Situazione della Repubblica Democratica del Congo |
| 1617        | 29 luglio 2005    | Adottata all'unanimità                 | Minacce alla pace e alla sicurezza internazionale causate dagli attacchi terroristici |
| 1618        | 4 agosto 2005     | Adottata all'unanimità                 | Minacce alla pace e alla sicurezza internazionale causate dagli attacchi terroristici |
| 1619        | 11 agosto 2005    | Adottata all'unanimità                 | Situazione in Iraq |
| 1620        | 31 agosto 2005    | Adottata all'unanimità                 | Situazione in Sierra Leone |
| 1621        | 6 settembre 2005  | Adottata all'unanimità                 | Situazione della Repubblica Democratica del Congo |
| 1622        | 13 settembre 2005 | Adottata all'unanimità                 | Situazione tra Eritrea ed Etiopia |
| 1623        | 13 settembre 2005 | Adottata all'unanimità                 | Situazione in Afghanistan |
| 1624        | 14 settembre 2005 | Adottata all'unanimità                 | Minacce alla pace e alla sicurezza internazionale (Security Council Summit 2005) |
| 1625        | 14 settembre 2005 | Adottata all'unanimità                 | Minacce alla pace e alla sicurezza internazionale (Security Council Summit 2005) |
| 1626        | 19 settembre 2005 | Adottata all'unanimità                 | Situazione in Liberia |
| 1627        | 23 settembre 2005 | Adottata all'unanimità                 | Rapporto del segretario generale sul Sudan |
| 1628        | 30 settembre 2005 | Adottata all'unanimità                 | Situazione nella Repubblica Democratica del Congo |
| 1629        | 30 settembre 2005 | Adottata all'unanimità                 | Tribunale Internazionale per la persecuzione dei responsabili di gravi violazioni alle leggi internazionali umanitarie commesse nel territorio dell'ex-Jugoslavia dal 1991 |
| 1630        | 14 ottobre 2005   | Adottata all'unanimità                 | Situazione in Somalia |
| 1631        | 17 ottobre 2005   | Adottata all'unanimità                 | Cooperazione tra le Nazioni Unite e le organizzazioni regionali per mantenere la pace e la sicurezza internazionale |
| 1632        | 18 ottobre 2005   | Adottata all'unanimità                 | Situazione in Costa d'Avorio |
| 1633        | 21 ottobre 2005   | Adottata all'unanimità                 | Situazione in Costa d'Avorio |
| 1634        | 28 ottobre 2005   | Adottata all'unanimità                 | Situazione nel Sahara occidentale |
| 1635        | 28 ottobre 2005   | Adottata all'unanimità                 | Situazione nella Repubblica Democratica del Congo |
| 1636        | 31 ottobre 2005   | Adottata all'unanimità                 | Situazione in Medio Oriente |
| 1637        | 8 novembre 2005   | Adottata all'unanimità                 | Situazione in Iraq |
| 1638        | 11 novembre 2005  | Adottata all'unanimità                 | Situazione in Liberia |
| 1639        | 21 novembre 2005  | Adottata all'unanimità                 | Situazione in Bosnia ed Erzegovina |
| 1640        | 23 novembre 2005  | Adottata all'unanimità                 | Situazione tra Eritrea ed Etiopia |
| 1641        | 30 novembre 2005  | Adottata all'unanimità                 | Situazione nel Burundi |
| 1642        | 14 dicembre 2005  | Adottata all'unanimità                 | Situazione in Cipro |
| 1643        | 15 dicembre 2005  | Adottata all'unanimità                 | Situazione in Costa d'Avorio |
| 1644        | 15 dicembre 2005  | Adottata all'unanimità                 | Situazione in Medio Oriente |
| 1645        | 20 dicembre 2005  | Adottata all'unanimità                 | Ricostituzione della pace dopo il conflitto |
| 1646        | 20 dicembre 2005  | 13-0-2 (astenuti: Argentina, Brasile)  | Ricostituzione della pace dopo il conflitto |
| 1647        | 20 dicembre 2005  | Adottata all'unanimità                 | Situazione in Liberia |
| 1648        | 21 dicembre 2005  | Adottata all'unanimità                 | Situazione in Medio Oriente |
| 1649        | 21 dicembre 2005  | Adottata all'unanimità                 | Situazione nella Repubblica Democratica del Congo |
| 1650        | 21 dicembre 2005  | Adottata all'unanimità                 | Situazione in Burundi |
| 1651        | 21 dicembre 2005  | Adottata all'unanimità                 | Rapporto del segretario generale sul Sudan |
| 1652        | 24 gennaio 2006   | Adottata all'unanimità                 | Situazione nella Costa d'Avorio |
| 1653        | 27 gennaio 2006   | Adottata all'unanimità                 | Situazione nella regione dei Grandi Laghi |
| 1654        | 31 gennaio 2006   | Adottata all'unanimità                 | Situazione nella Repubblica Democratica del Congo |
| 1655        | 31 gennaio 2006   | Adottata all'unanimità                 | Situazione nel Medio Oriente |
| 1656        | 31 gennaio 2006   | Adottata all'unanimità                 | Situazione in Georgia |
| 1657        | 6 febbraio 2006   | Adottata all'unanimità                 | Situazione in Costa d'Avorio |
| 1658        | 14 febbraio 2006  | Adottata all'unanimità                 | Haiti |
| 1659        | 15 febbraio 2006  | Adottata all'unanimità                 | Situazione in Afghanistan |
| 1660        | 28 febbraio 2006  | Adottata all'unanimità                 | Tribunale Internazionale per la persecuzione dei responsabili di gravi violazioni alle leggi internazionali umanitarie commesse nel territorio dell'ex-Jugoslavia dal 1991 |
| 1661        | 14 marzo 2006     | Adottata all'unanimità                 | Situazione tra Eritrea ed Etiopia |
| 1662        | 23 marzo 2006     | Adottata all'unanimità                 | Situazione in Afghanistan |
| 1663        | 24 marzo 2006     | Adottata all'unanimità                 | Rapporto del segretario generale sul Sudan |
| 1664        | 29 marzo 2006     | Adottata all'unanimità                 | Situazione nel Medio Oriente |
| 1665        | 29 marzo 2006     | Adottata all'unanimità                 | Rapporto del segretario generale sul Sudan |
| 1666        | 31 marzo 2006     | Adottata all'unanimità                 | Situazione in Georgia |
| 1667        | 31 marzo 2006     | Adottata all'unanimità                 | Situazione in Liberia |
| 1668        | 10 aprile 2006    | Adottata all'unanimità                 | Tribunale Internazionale per la persecuzione dei responsabili di gravi violazioni alle leggi internazionali umanitarie commesse nel territorio dell'ex-Jugoslavia dal 1991 |
| 1669        | 10 aprile 2006    | Adottata all'unanimità                 | Situazione nella Repubblica Democratica del Congo |
| 1670        | 13 aprile 2006    | Adottata all'unanimità                 | Situazione tra Eritrea ed Etiopia |
| 1671        | 25 aprile 2006    | Adottata all'unanimità                 | Situazione nella Repubblica Democratica del Congo |
| 1672        | 25 aprile 2006    | 12-0-3 (astenuti: Cina, Qatar, Russia) | Rapporto del segretario generale sul Sudan |
| 1673        | 27 aprile 2006    | Adottata all'unanimità                 | Non proliferazione delle armi di distruzione di massa |
| 1674        | 28 aprile 2006    | Adottata all'unanimità                 | protezione della popolazione civile nei conflitti armati |
| 1675        | 28 aprile 2006    | Adottata all'unanimità                 | Situazione nel Sahara occidentale |
| 1676        | 10 maggio 2006    | Adottata all'unanimità                 | Situazione in Somalia |
| 1677        | 12 maggio 2006    | Adottata all'unanimità                 | Situazione di Timor Est |
| 1678        | 15 maggio 2006    | Adottata all'unanimità                 | Situazione tra Etiopia ed Eritrea |
| 1679        | 16 maggio 2006    | Adottata all'unanimità                 | Rapporto del segretario generale sul Sudan |
| 1680        | 17 maggio 2006    | 13-0-2 (astenuti: Cina, Russia)        | Situazione in Medio Oriente |
| 1681        | 31 maggio 2006    | Adottata all'unanimità                 | Situazione tra Etiopia ed Eritrea |
| 1682        | 2 giugno 2006     | Adottata all'unanimità                 | Situazione in Costa d'Avorio |
| 1683        | 13 giugno 2006    | Adottata all'unanimità                 | Situazione in Liberia |
| 1684        | 13 giugno 2006    | Adottata all'unanimità                 | Tribunale Internazionale per la persecuzione dei responsabili di gravi violazioni alle leggi internazionali umanitarie commesse nel territorio del Ruanda e per la persecuzione di cittadini Ruandesi responsabili di genocidio e altri crimini nei territori degli stati vicini nel 1994 |
| 1685        | 15 giugno 2006    | Adottata all'unanimità                 | Situazione nel Medio Oriente |
| 1686        | 15 giugno 2006    | Adottata all'unanimità                 | Situazione nel Medio Oriente |
| 1687        | 15 giugno 2006    | Adottata all'unanimità                 | Situazione di Cipro |
| 1688        | 16 giugno 2006    | Adottata all'unanimità                 | Situazione in Sierra Leone |
| 1689        | 20 giugno 2006    | Adottata all'unanimità                 | Situazione in Liberia |
| 1690        | 20 giugno 2006    | Adottata all'unanimità                 | Situazione a Timor Est |
| 1691        | 22 giugno 2006    | Adottata senza voto                    | Ammissione del Montenegro |
| 1692        | 30 giugno 2006    | Adottata all'unanimità                 | Situazione in Burundi |
| 1693        | 30 giugno 2006    | Adottata all'unanimità                 | Situazione nella Repubblica Democratica del Congo |
| 1694        | 13 luglio 2006    | Adottata all'unanimità                 | Situazione in Liberia |
| 1695        | 15 luglio 2006    | Adottata all'unanimità                 | Situazione in Corea del Nord |
| 1696        | 31 luglio 2006    | 14-1-0 (contrari: Qatar)               | |
| 1697        | 31 luglio 2006    | Adottata all'unanimità                 | Situazione in Medio Oriente |
| 1698        | 31 luglio 2006    | Adottata all'unanimità                 | Situazione nella Repubblica Democratica del Congo |
| 1699        | 8 agosto 2006     | Adottata all'unanimità                 | Questioni generali relative alle sanzioni |
| 1700        | 10 agosto 2006    | Adottata all'unanimità                 | Situazione in Iraq |